# Iglesia de Tsounda
La iglesia de San Juan Bautista de Tsounda (en georgiano: წუნდის წმინდა იოანე ნათლისმცემლის ეკლესია) es una iglesia ortodoxa datada entre el siglo XII-XIII, ubicada en Samtskhé-Djavakhétie sobre el margen derecho en el valle del río Kurá.

## Descripción
La pequeña iglesia con una nave se alza sobre una roca. Ocupa un área de 13,6 x 6,8 m, el marco de la puerta oeste y las ventanas están adornadas con piedras talladas. La entrada está al sur, y la puerta oeste cuidadosamente construida, se encuentra cerrada. Hacia el sur había dos puertas, aproximadamente del mismo tamaño. Las paredes interiores de la iglesia están hechas de arenisca relativamente gruesa. Aún se conservan fragmentos de sedimento degradado. No hay rastros de color o pintura en las paredes. 
La sala se divide en dos columnas desiguales y un arco arqueado en dos secciones desiguales (la sección occidental que tiene un plan trapezoidal sobre el muro occidental excede la parte oriental). Las paredes longitudinales del templo no son del mismo tamaño. Para mitigar la inexactitud, se montó un arco en el lado oeste junto a una puerta sencilla. En las paredes longitudinales entre el lado del ábside de la pilastra y la pared oeste, la pared se profundiza un paso, terminando en la parte superior con un arco. El salón está iluminado con cuatro ventanas. El altar y las ventanas del oeste son bastante altas en proporción. Las dos ventanas en el sur son circulares y tienen un corte bastante alto por lo que no aportan mucha iluminación a la iglesia.